# Kissing a Fool (film)
Kissing a Fool is een Amerikaanse romantische komedie van Doug Ellin met in de hoofdrollen onder meer David Schwimmer, Mili Avital en Jason Lee.
Het verhaal is gebaseerd op El Curioso Impertinente, een kort verhaal dat binnen Don Quixote in een herberg door iemand verteld wordt aan een groep reizigers.

## Verhaal
De met bindingsangst behepte en nogal macho sportverslaggever Max (David Schwimmer) heeft een afspraakje met Sam (Mili Avital), de redacteur van zijn beste vriend, de neurotische schrijver Jay (Jason Lee). Hoewel Max en Sam weinig gemeen hebben, verloven ze zich al binnen twee weken. Omdat Max aan Sams trouw twijfelt, vraagt hij Jay om te proberen om haar te versieren. Dan worden Jay en Sam verliefd.

## Rolverdeling
| Acteur          | Personage                | Opmerkingen                           |
| --------------- | ------------------------ | ------------------------------------- |
| David Schwimmer | Max Abbitt               |                                       |
| Jason Lee       | Jay Murphy               | schrijver, beste vriend van Max       |
| Mili Avital     | Sam(antha) Andrews       | Jay's redacteur, later Max' verloofde |
| Bonnie Hunt     | Linda Streicher          |                                       |
| Vanessa Angel   | Natasha                  |                                       |
| Kari Wührer     | Dara                     |                                       |
| Bitty Schram    | Vicki Pelam              |                                       |
| Judy Greer      | Andrea                   |                                       |
| Doug Ellin      | barman, gast op bruiloft | tevens regisseur van de film          |
| Sammy Sosa      | zichzelf                 |                                       |
| Jerry Springer  | zichzelf                 |                                       |